# Élections constituantes de 1946 dans les Vosges
Les élections constituantes françaises de 1946 se tiennent le 2 juin. Ce sont les deuxièmes élections constituantes, après le rejet du projet de Constitution française du 19 avril 1946 lors du référendum du 5 mai.

## Mode de scrutin
L'assemblée constituante est composée de 586 sièges pourvus au scrutin proportionnel plurinominal suivant la règle de la plus forte moyenne dans chaque département, sans panachage ni vote préférentiel.
Dans le département des Vosges, cinq députés sont à élire.

## Élus
| Député sortant    | Parti | Parti  | Député élu ou réélu | Parti | Parti |
| ----------------- | ----- | ------ | ------------------- | ----- | ----- |
| Robert Chambeiron |       | URR    | Robert Chambeiron   |       | URR   |
| Maurice Poirot    |       | SFIO   | Maurice Poirot      |       | SFIO  |
| Marcel Poimbœuf   |       | MRP    | Marcel Poimbœuf     |       | MRP   |
| André Diethelm    |       | Paysan | Jean Baumann        |       | PRL   |
| André Barbier     |       | PRL    | Auguste Farinez     |       | MRP   |

## Résultats

### Résultats à l'échelle du département
| Parti    | Parti    | Tête de liste     | Résultats | Résultats | Sièges |  |
| Parti    | Parti    | Tête de liste     | Voix      | %         |        |  |
| -------- | -------- | ----------------- | --------- | --------- | ------ |  |
|          | MRP      | Marcel Poimbœuf   | 61 782    | 36,35     | 2 1    |  |
|          | URR-PCF  | Robert Chambeiron | 38 949    | 22,92     | 1      |  |
|          | SFIO     | Maurice Poirot    | 30 438    | 17,91     | 1      |  |
|          | PRL      | Jean Baumann      | 23 378    | 13,76     | 1 1    |  |
|          | RGR      | Marc Rucart       | 15 408    | 9,07      | -      |  |
|          |          |                   |           |           |        |  |
| Inscrits | Inscrits | Inscrits          | 220 686   | 100,00    | 5      |  |
| Votants  | Votants  | Votants           | 173 672   | 78,70     |        |  |
| Exprimés | Exprimés | Exprimés          | 169 955   | 98,86     |        |  |